# 本氏銼甲鯰
本氏銼甲鯰，為輻鰭魚綱鯰形目甲鯰科的其中一種，為熱帶淡水魚，分布於南美洲玻利維亞Beni河流域，體長可達7.8公分，棲息在沙石底質、水質清澈的底層水域，生活習性不明。

## 扩展阅读
維基物種上的相關：本氏銼甲鯰